# Gymnoderus foetidus
A Gymnoderus foetidus a madarak osztályának verébalakúak (Passeriformes) rendjébe és a kotingafélék (Cotingidae) családjába tartozó Gymnoderus nem egyetlen faja.

## Rendszerezése
A fajt Carl von Linné svéd természettudós írta le 1758-ban, a Gracula nembe Gracula foetida néven.

## Előfordulása
Dél-Amerikában, Bolívia, Brazília, Kolumbia, Ecuador, Francia Guyana, Guyana, Peru, Suriname és Venezuela területén honos. A természetes élőhelye a szubtrópusi vagy trópusi síkvidéki esőerdők és mocsári erdők, valamint édesvizű tavak, folyók, patakok és kikötők környéke. Állandó, nem vonuló faj.

## Megjelenése
Testhossza 30-38 centiméter, testtömege  220 gramm.
|  |

## Életmódja
Főleg gyümölcsökkel táplálkozik.

## Külső hivatkozások
- Képek az interneten a fajról
- Xeno-canto.org